# François Xavier Trương Bửu Diệp
François Xavier Trương Bửu Diệp, né en 1897 et mort 1946, est un prêtre catholique vietnamien. Lors des incursions du Việt Minh, organisation paramilitaire communiste, il offrit volontairement sa vie en échange de celle de 70 de ses paroissiens avec lesquels il avait été arrêté pour la foi chrétienne ; il fut alors affreusement mutilé puis tué. Il est reconnu comme martyr par l'Église catholique.

## Reconnaissance par l'Église
Le 25 novembre 2024, le pape François reconnaît le martyre de François Xavier Trương Bửu Diệp et signa le décret de sa béatification[réf. nécessaire]. 
La cérémonie solennelle durant laquelle il sera proclamé bienheureux au nom du pape sera célébrée le 12 mars 2026 à Cần Thơ.[réf. nécessaire]